# Серебряный остров (театр)
Киевский драматический театр «Серебряный остров» (укр. «Срібний острів») — является авторским театром, творческой мастерской Заслуженной артистки Украины, лауреата Госпремии РСФСР им. К. С. Станиславского — Людмилы Дмитриевны Лымарь.

Днём основания театра принято считать 14 октября 1997 года, в этот день была сыграна премьера спектакля «Их четверо или я и это переживу» по пьесе Габриеля Запольской в помещении Киевского академического Молодого театра, в постановке режиссёра Григория Ивановича Боровика.
Творческая идея театра, закодированная в самом названии, заключается в том, чтобы возрождать, концентрировать и передавать зрителям, так называемую, «серебряную» энергию, олицетворяющую вечные нравственные идеалы.
Людмила Лымарь.

## История театра
Идея создания театра возникла в результате долгих творческих поисков, поисков тех идеалов которые вкладывали в понятие театрального искусства великие театральные реформаторы Константин Сергеевич Станиславский и Владимир Иванович Немирович-Данченко.
Неудовлетворённость творческими процессами в Киевском театре драмы и комедии на левом берегу Днепра, где работа Людмила Дмитриевна и была одним из основателей театра, постоянное стремление к совершенству направили Людмилу Лымарь к самостоятельному плаванию, сперва в виде создания моно-спектаклей, а после и своего театрального пространства.
Начиная с 1989 г. актриса много и плодотворно работала над жанром моно-спектакля в Киевской академической мастерской театрального искусства «Созвездие», на сцене которой шли такие спектакли в её исполнении, как: «ВІДЬМА» Т. Г. Шевченка (реж. Боровик Г. И.),«ОДЕРЖИМА» Лесі Українки (реж. Нар. Арт. Укр. Кужельний А. П.),«ЗАЧАРОВАНЕ КОЛО» Катерини Димчук (реж. Нар. Арт. Укр. Кужельний А.П.),«ЧЕЛОВЕЧЕСКИЙ ГОЛОС» Ж. Кокто (реж. Боровик Г. И), ностальгическое шоу по романсам Александра Вертинского «ПРОЩАЛЬНИЙ УЖИН» (реж. нар.арт. Укр. Ефремов С.)
Первым спектаклем, которым театр начал свой первый сезон в 1997 г., была постановка режиссёра Григория Боровика (Минск, Белорусь) по трагикомедии польского классика Габриэлы Запольской «Их четверо или я и это переживу!», где с успехом прозвучали работы нар. Арт. Украины Неонилы Белецкой, артистов Аллы и Олега Масленниковых, Владимира Кузнецова, Людмилы Лымарь и др.
Спектакли были известны не только киевлянам, а и стали участниками многих международных театральных фестивалей, в том числе и Эдинбургского — крупнейшего театрального фестиваля мира.
Театр «Серебряный остров» стал творческой мастерской, где большое внимание сосредоточено на создании актёрского ансамбля с глубокой профессиональной основой и широкой творческой палитрой. На сцене «Серебряного острова» начали свои творческие судьбы такие яркие молодые актёры, как Михаил Шикула, Михаил Герасимчук, Елена Огороднийчук, Оксана Бандура. Интересно и неожиданно расширил свою творческую палитру актёрДмитрий Базай. Ярко заявили о себе заслуженный артист Украины Олег Коваленко, Лейла Джабиева, Татьяна Бондаренко, Игорь Хализов и др.
В настоящий момент на сцене «Серебряного острова» продолжают воплощать идеи театра и пробуют свои творческие силы театральная молодёжь — Ольга Садовская, Юрий Раевский, Антонина Коротенко, Вячеслав Евтушенко, Карина Коломиец, Вячеслав Белозоров, Валерия Лапко, Карина Лотоцкая, Марина Жарковская, Петр Чаяло, Наталья Локоть, Валерий Химюк, Наталья Яхонтова, Илья Ткаченко, Богдан Мринский, Владислав Ващенко и другие.

За все время со дня основания на «Серебряном острове» было поставлено более 30 спектаклей. Здесь и классика, и пьесы современных авторов и спектакли для детей. Такие спектакли, как «Морфий» М. А. Булгакова, «А за что тебя даром любить» по пьесе А. Н. Островского «Доходное место», «Відьма» Шевченко, «Прощальний ужин» по романсам А. Н. Вертинского, «Бусы всеобщей любви» Л. Герша, «Хитроумная вдова» К. Гольдони.
Со дня создания театр идет очень трудным путем — путем независимого коллектива. В первую очередь независимого от финансовой помощи государства. А это почти как на канате через пропасть без поддержки. В надежде на собственные силы — на крепость духа, на веру в «серебряную» цель и уверенность в то, что это интересно и нужно не только нам, и конечно же на свой творческий потенциал. Ведь то, что наш «остров» не потонул до сих пор в океане рыночной «бытовухи», а на его территорию прибывают всё новые и новые молодые и талантливые, наверное и говорит о том самом творческом потенциале.
Л.Лымарь

## Международные проекты
Следуя своей идее возрождения нравственности, театр ведёт большую работу с юными зрителями. С 2002 года продолжается проект театра совместно с фондом ЮНИСЕФ при ООН, посольством Королевства Нидерланды, который носит название «Серебряная дорога к юным сердцам».
В рамках этого проекта театр дал много спектаклей для детских домов, интернатов, для детей инвалидов и детей из малообеспеченных семей. В рамках проекта театр провёл гастроли по всей Украине давая спектакли во всех воспитательных колониях для несовершеннолетних правонарушителей.
В 2009 году в рамках этого проекта театр показал спектакль «А за что тебя даром любить?» по пьесе Островского «Доходное место» в залах ведущих ВУЗов Киева, а в 2012 году спектакль «Наташина мечта» с пронзительной актёрской работой молодой актрисы Александры Деренговской был показан для воспитанниц женской колонии для несовершеннолетних правонарушительниц.
В 2017 году спектакль «Братья» соединил восток и запад Украины, побывав в горячих точках, где велись боевые действия (Лисичанск, Новоайдар). Это последний спектакль из этого проекта на данный момент по пьесе современного ирландского драматурга Мартина Макдонаха «Сиротливый запад», где в острой и яркой форме поднимаются проблемы возникновения крайних форм агрессии среди молодежи.
Театр получает большое количество писем от зрителей самого разного возраста с благодарностью и надеждой о новых встречах.

## Персоналии театра
- Юрий Коротов
- Михаил Шикула
- Елена Огороднийчук
- Михаил Герасимчук
- Оксана Бандура
- Дмитрий Базай
- Олег Коваленко
- Александр Кочубей
- Игорь Хализов
- Лейла Джабиева

## Труппа театра
- Ольга Садовская
- Юрий Раевский
- Михаил Герасимчук
- Антонина Коротенко
- Вячеслав Евтушенко
- Карина Коломиец
- Вячеслав Белозоров
- Валерия Лапко
- Карина Лотоцкая
- Марина Жарковская
- Петр Чаяло
- Наталья Локоть
- Валерий Химюк
- Наталья Яхонтова
- Илья Ткаченко
- Богдан Мринский
- Владислав Ващенко

## Известные спектакли театра
- «Морфий» по рассказам «Записки юного врача» Михаила Булгакова
- «Их четверо или я и это переживу» Габриеля Запольская
- «А за что тебя даром любить?!» по пьесе А. Н. Островского «Доходное место»
- «Татуированная роза» Тенесси Уильямса
- «Бусы всеобщей любви» по пьесе Леонарда Герша «Такие свободные бабочки».
- «Гамлет» Уильям Шекспир
- «Жаклин» Н. Бёд
- «Відьма» Тарас Шевченко
- «Ювелиры» Муза Павлова
- «Прощальный ужин» Александр Вертинский
- «Птица Феникс» Марина Цветаева
- «Рома і Ружа, або всі миші люблять сир» Оксана Сенатович
- «Нет дороге в ад!» проект «Серебряная дорога к юным сердцам»
- «Хитроумная вдова» Карло Гольдони
- «Мені тринадцятий минало» Тарас Шевченко
- «Блакитна ромашка» Белла Юнгер
- «Детектор лжи» по пьесе Василия Сигарева.
- «Наташина мечта» по пьесе Ярославы Пулинович.
- «Тысяча одна страсть» рассказы А. П. Чехова
- «Алые паруса» А. Грина по пьесе Павла Морозова «Ассоль»
- «Страсти по молодой курице» по пьесе «Курица» Николая Коляды.

## Текущий репертуар
- «Братья» по пьесе Мартина МакДонаха «Сиротливый запад».
- «Дамский портной» по пьесе Жоржа Фрейдо
- «Кайдашева сім’я» Иван Нечуй-Левицкий
- «Два миллиона на булавки» по пьесе «Беда от нежного сердца» Владимира Сологуба
- «Волшебная лампа Аладдина» музыкальный детский спектакль по мотивам одноимённой арабской сказки
- «Молодильные яблоки» по мотивам одноимённой русской сказки
- «Страсти по молодой курице» по пьесе «Курица» Николая Коляды.